# Gilles Lupien
Pour les articles homonymes, voir Lupien.
Gilles Lupien (né le 20 avril 1954 à Brownsburg-Chatham dans la province de Québec au Canada et mort le 18 mai 2021) est un joueur professionnel canadien de hockey sur glace.

## Biographie

### Carrière sportive
Après quatre saisons junior dans la Ligue de hockey junior majeur du Québec, Gilles Lupien est sélectionné en 1974 à la fois par les Canadiens de Montréal, lors du 2e tour du repêchage de la Ligue nationale de hockey et par les Toros de Toronto, à la 71e position du repêchage de l'Association mondiale de hockey. Il commence sa carrière professionnelle avec le club-école des Canadiens, les Voyageurs de la Nouvelle-Écosse, dans la Ligue américaine de hockey, et y passe quatre saisons. Il évolue ensuite pendant trois saisons avec Montréal où il remporte deux Coupes Stanley avant d'être échangé aux Penguins de Pittsburgh le 26 septembre 1980. Échangé à nouveau l'année suivante aux Whalers de Hartford, il  terminera sa carrière en 1981 alors qu'il occupera le poste d'entraîneur-adjoint et de joueur pour leur club-école, les Whalers de Binghamton.

### Reconversion
Après sa retraite, Gilles Lupien devient homme d'affaires et achète des franchises de restaurants (Dunkin' Donuts et Boston Pizza) pour ses enfants. Il s’engage dans un programme pour les Anciens Canadiens afin d’aider d’anciens joueurs à s’adapter à leur nouvelle vie. Ancien vice-président aux opérations des Chevaliers de Longueuil (LHJMQ) il est depuis 1996 un agent de joueurs.

### Mort
Gilles Lupien meurt d'un cancer le 18 mai 2021.

## Statistiques
| Saison     | Équipe                          | Ligue      |     | Saison régulière | Saison régulière | Saison régulière | Saison régulière | Saison régulière |   | Séries éliminatoires | Séries éliminatoires | Séries éliminatoires | Séries éliminatoires | Séries éliminatoires |
| Saison     | Équipe                          | Ligue      | PJ  | B                | A                | Pts              | Pun              | PJ               | B | A                    | Pts                  | Pun                  |                      |                      |
| 1971-1972  | Remparts de Québec              | LHJMQ      | 36  | 0                | 5                | 5                | 54               | 15               | 0 | 3                    | 3                    | 17                   |                      |                      |
| 1972-1973  | Castors de Sherbrooke           | LHJMQ      | 26  | 0                | 5                | 5                | 71               |                  |   |                      |                      |                      |                      |                      |
| 1972-1973  | Bleu-Blanc-Rouge de Montréal    | LHJMQ      | 26  | 4                | 4                | 8                | 66               | 4                | 0 | 0                    | 0                    | 0                    |                      |                      |
| 1973-1974  | Bleu-Blanc-Rouge de Montréal    | LHJMQ      | 44  | 3                | 29               | 32               | 268              | 9                | 0 | 3                    | 3                    | 28                   |                      |                      |
| 1974-1975  | Voyageurs de la Nouvelle-Écosse | LAH        | 73  | 6                | 9                | 15               | 316              | 6                | 0 | 0                    | 0                    | 61                   |                      |                      |
| 1975-1976  | Voyageurs de la Nouvelle-Écosse | LAH        | 56  | 2                | 6                | 8                | 134              | 9                | 0 | 4                    | 4                    | 29                   |                      |                      |
| 1976-1977  | Voyageurs de la Nouvelle-Écosse | LAH        | 69  | 6                | 16               | 22               | 215              | 12               | 0 | 2                    | 2                    | 35                   |                      |                      |
| 1977-1978  | Canadiens de Montréal           | LNH        | 46  | 1                | 3                | 4                | 108              | 8                | 0 | 0                    | 0                    | 17                   |                      |                      |
| 1977-1978  | Voyageurs de la Nouvelle-Écosse | LAH        | 7   | 1                | 2                | 3                | 10               |                  |   |                      |                      |                      |                      |                      |
| 1978-1979  | Canadiens de Montréal           | LNH        | 72  | 1                | 9                | 10               | 124              | 13               | 0 | 0                    | 0                    | 2                    |                      |                      |
| 1979-1980  | Canadiens de Montréal           | LNH        | 56  | 1                | 7                | 8                | 109              | 4                | 0 | 0                    | 0                    | 2                    |                      |                      |
| 1980-1981  | Penguins de Pittsburgh          | LNH        | 31  | 0                | 1                | 1                | 34               |                  |   |                      |                      |                      |                      |                      |
| 1980-1981  | Whalers de Hartford             | LNH        | 20  | 2                | 4                | 6                | 39               |                  |   |                      |                      |                      |                      |                      |
| 1980-1981  | Whalers de Binghamton           | LAH        | 11  | 1                | 4                | 5                | 71               |                  |   |                      |                      |                      |                      |                      |
| 1981-1982  | Whalers de Hartford             | LNH        | 1   | 0                | 1                | 1                | 2                |                  |   |                      |                      |                      |                      |                      |
| 1981-1982  | Whalers de Binghamton           | LAH        | 53  | 8                | 12               | 20               | 280              | 13               | 2 | 5                    | 7                    | 58                   |                      |                      |
| Totaux LNH | Totaux LNH                      | Totaux LNH | 226 | 5                | 25               | 30               | 416              | 25               | 0 | 0                    | 0                    | 21                   |                      |                      |

## Honneurs et récompenses
- Vainqueur de la Coupe Stanley en 1978 et 1979
- L’aréna de Brownsburg-Chatham porte le nom de Gilles Lupien depuis 1985